# Val-d'Usiers
Val-d'Usiers es una comuna nueva francesa situada en el departamento de Doubs, de la región de Borgoña-Franco Condado.

## Historia
Fue creada el 1 de enero de 2024, en aplicación de una resolución del prefecto de Doubs de 27 de septiembre de 2023 con la unión de las comunas de Bians-les-Usiers, Goux-les-Usiers y Sombacour, pasando a estar el ayuntamiento en la antigua comuna de Bians-les-Usiers.

## Demografía
Según los datos aportados en la resolución del prefecto de Doubs, la comuna se crea con 2156 habitantes.

## Composición
| Comuna delegada  | Código INSEE | Población (2021) | Superficie (km²) | Densidad (hab./km²) |
| ---------------- | ------------ | ---------------- | ---------------- | ------------------- |
| Bians-les-Usiers | 25060        | 694              | 14.01            | 50                  |
| Goux-les-Usiers  | 25282        | 791              | 17.63            | 45                  |
| Sombacour        | 25549        | 629              | 19.3             | 33                  |